# Bašino Selo
Bašino Selo (makedonska: Bašino Selo, Башино Село) är en ort i Nordmakedonien. Den ligger i kommunen Veles, i den centrala delen av landet, 40 kilometer sydost om huvudstaden Skopje. Bašino Selo ligger 181 meter över havet och antalet invånare är 674.